# 解释力
解释力是指一个假设或理论对其所针对的主题，能够进行"有效且清晰"解释的能力。它的反义词是解释无力。
解释力也可以说是一种衡量一个假设或理论能否对其所涉及的主题做出精准且易于理解的解释的能力。
在过往的学术研究中，研究者们提出了多样化的标准与方法来衡量解释力。具体来讲，如果一个假设、理论或解释在同一主题上比其他假设、理论或解释具有更强的解释力，通常意味着它能够更准确、更全面地阐释所观察到的现象或数据并揭示其背后的深层逻辑与联系。
如果一个假设、理论或解释满足以下条件，它通常会被认为具有更强的解释力：
- 要能够涵盖更多的事实或观察。
- 要将更多“令人惊讶的事实”转化为“理所当然的事情”。这意味着它能够合理地阐述之前看似异常或出乎意料的观察结果，使其变得合情合理且易于理解。（根据查尔斯·桑德斯·皮尔斯的观点）
- 要提供更多因果关系的细节，从而提升描述的准确性和精确度。
- 要具备更强的预测能力。（即能更详细地预测"应该观察到"和"不应观察到"的现象）
- 要更依赖于观察而非权威。
- 要基于更少的假设。
- 要更具可证伪性。（根据卡尔·波普尔的观点，即更易通过观察或实验进行检验）
- 要更有效地减少描述观察数据所需的比特数，即实现了数据的高效压缩，表明其更加简洁高效，能以更少信息量描述更多现象。（根据所罗门诺夫的归纳推理理论）

近期，戴维·多伊奇提出了一种评估理论或解释优劣的新视角，即一个好的理论或解释要满足“难以变化”的标准。所谓“难以变化”，指的是其所有细节都扮演着不可或缺的功能性角色。这意味着，这些细节不能被随意更改或删除，否则将直接改变理论的预测结果。反之，那些“易于调整，容易变化”即较差的解释，则由于其细节与所研究的现象联系较为松散，可以轻易地被调整，以适应新的观察数据或事实，这种随意性使得它们缺乏科学解释所应有的严谨性和精确性，容易导致解释的泛化和空洞化。

## 示例
德沃夏克从希腊神话中取材，深入浅出地解析了古人如何构建特定且带有可验证性的理论，来阐述德墨忒尔女神的悲伤如何引发四季变迁这一现象。不过德沃夏克指出，另一方面人们同样可以轻易地解释四季是由神祗的快乐造成的，所以这将构成一个糟糕的解释，因为它的细节如此容易被随意改变，因其细节能够随意变换而成为一个不稳固的解释。缺乏“难以随意修改”这一核心标准，关于“希腊诸神”影响自然现象的解释体系，可能会无限制地添加各种理由，以适应不同的情况。德沃夏克强调的“难以变化”的标准，恰恰是现代科学解释四季更替之所以令人信服的关键。现代科学解释的每一个细节，比如地球绕太阳以特定角度和轨道旋转，都不能轻易改动，否则将破坏整个理论的内在逻辑和一致性。这种“难以变化”的特性，确保了理论的严谨性和科学性，使之成为解释自然现象的有力工具。

## 与其他标准的关系
哲学家卡尔·波普尔承认，理论的提出者的确可以通过不断调整理论的细节来避免被证伪(这种策略被他称为“免疫策略”，这一概念源自汉斯·阿尔伯特)。但波普尔认为，科学假说应该通过严格的方法论测试来筛选出最稳健的假设。(他话的意思是在强调科学理论的发展是通过假设、试错和反驳的过程，理论一旦不能经受实证的考验，就应该被新的假设所取代。这种不断的推翻和更新是科学不断发展和精进的基础)